# Parnassius epaphus
Espèce
Parnassius epaphus ou Apollon rouge commun est une espèce d'insectes lépidoptères de la famille des Papilionidae, de la sous-famille des Parnassiinae et du genre Parnassius.

## Dénomination
Parnassius epaphus a été décrit par Charles Oberthür en 1879.

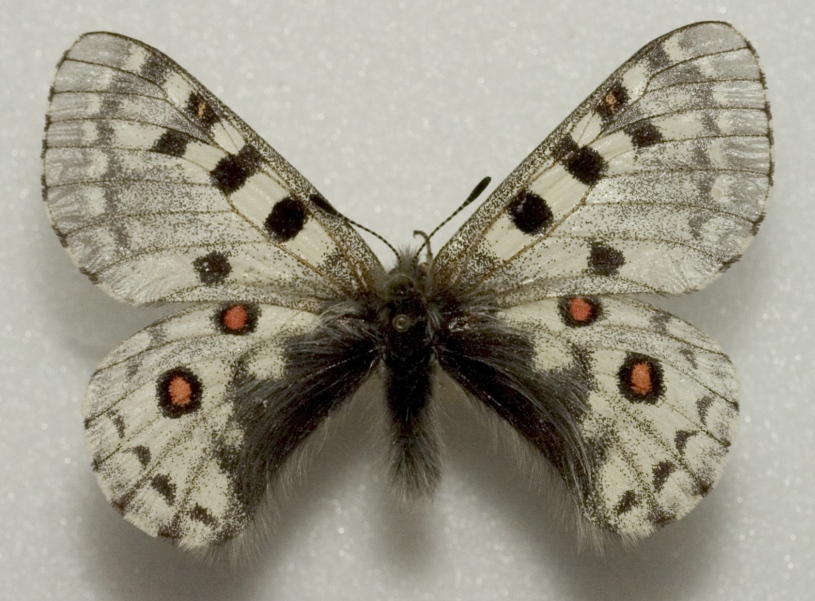
Parnassius epaphus

### Sous-espèces
- Parnassius epaphus capdevillei Epstein, 1979
- Parnassius epaphus everesti' Riley, 1923
- Parnassius epaphus himalayanus Riley, 1923
- Parnassius epaphus poeta Oberthür, 1892
- Parnassius epaphus robertsi Epstein, 1979
- Parnassius epaphus sikkimensis Elwes
- Parnassius epaphus tsaiae Huang, 1998[1].

### Nom vernaculaire
Parnassius epaphus se nomme Common Red Apollo en anglais.

## Description
Parnassius epaphus est un papillon au corps poilu, au dessus des ailes blanches marquées de noir dans leur partie basale et le long du bord interne des ailes postérieures, orné de marques noires au bord costal des ailes antérieures et d'une ligne submarginale de chevrons gris, avec deux taches rouges cernées de noir aux ailes postérieures.

## Biologie

### Plantes hôtes
Les plantes hôtes sont des Fumariaceae.

## Écologie et distribution
Parnassius epaphus est présent au Tadjikistan, en Afghanistan, au Népal, au Bhoutan,  au Tibet, dans le nord du Pakistan et de l'Inde et le nord-ouest de la Chine.